# Marie-Catherine de Senecey
Marie Catherine de Senecey, nacida Marie Catherine de La Rochefoucauld (1588-10 de mayo de 1677), fue una cortesana francesa. Sirvió como primera dama de honor de la reina Ana de Austria desde 1626 hasta 1638 y como gobernanta del rey Luis XIV de Francia y de su hermano desde 1643 hasta 1646.

## Biografía
Hija de Jean-Louis de La Rochefoucauld, contrajo matrimonio el 8 de agosto de 1607 con Henri de Bauffremont, marqués de Senecey (1577-1622). En 1626 fue asignada como dame d'atour de la reina Ana, siendo promovida al año siguiente a primera dama de honor tras la muerte de Charlotte de Lannoy y ocupando Madeleine du Fargis el cargo de dame d'atour. Apreciada por la reina, Marie-Catherine fue leal a ella en contra del cardenal Richelieu, lo que motivó que en 1638 fuese expulsada de la corte por orden del rey, siendo otro de los motivos el haber alentado a Louise de La Fayette a ingresar en un convento.
Cuando la reina Ana se convirtió en regente en 1643, llamó de nuevo a Marie-Catherine a la corte, asignándole el puesto de gobernanta de los infantes reales en sustitución de Françoise de Lansac y nombrando a su hija Marie-Claire primera dama de honor en sustitución de Catherine de Brassac. 
En marzo de 1661, Luis XIV creó el ducado de Randan en reconocimiento a sus servicios, convirtiéndose Marie-Catherine en la primera duquesa de Randan.